# Ступар, Мирослав Иванович
Мирослав Иванович Ступар (укр. Мирослав Іванович Ступар; род. 27 августа 1941, Станислав) — известный советский футбольный арбитр. Кандидат в мастера спорта по футболу (1969). Судья всесоюзной категории (18.03.1977), судья международной категории ФИФА (1981).

## Игровая карьера
Играл на позиции вратаря. Большую часть карьеры провёл за «Спартак» из Станислава / Ивано-Франковска. Также играл в хмельницком «Подолье», «Волыни» и дубле «Динамо» (Киев).

## Судейская карьера
В 1970 году стал футбольным арбитром. Для повышения курсов квалификации поступил в Ивано-Франковский педагогический институт. С 1976 года стал судить матчи чемпионата СССР. Первый матч в высшей лиге — «Динамо» (Минск) — «Крылья Советов» (Куйбышев). При этом в игре не засчитал гол, поверив авторитетному лайнсмену Рудневу, который зафиксировал офсайд.
В том же году стал судить матчи Кубка УЕФА. За свою карьеру (1976—1990) отсудил 156 матчей чемпионата СССР (из них 150 в качестве главного судьи), 21 матч на Кубок (из них — два финала Кубка СССР 1979 и 1981 в качестве главного судьи, ещё два финала — в качестве лайнсмена), 53 международные игры (из них свыше 30 — как главный судья, в том числе — одну игру ЧМ-1982, за которую был дисквалифицирован ФИФА и навсегда отстранен от судейства на международной арене; около 20 — как лайнсмен, включая матчи XXII Олимпийских игр 1980 г. в Москве) и игры VIII Спартакиады народов СССР.
Награждён советской памятной золотой медалью за судейство в более 100 матчах чемпионатов СССР. В числе лучших судей сезона — 7 раз (1978, 1979, 1981, 1984, 1985, 1986, 1989).

## Чемпионат мира по футболу 1982
В качестве единственного представителя судейского корпуса СССР направлен на чемпионат мира в Испании. Отсудил один матч между сборными Франции и Кувейта. Матч закончился победой Франции со счётом 4:1. При счёте 3:1 кувейтцы остановились, как будто услышав свисток арбитра, — во время французской атаки часть кувейтских защитников на какое-то мгновение притормозила. В этот момент французский игрок Ален Жиресс, пройдя к воротам с позиции левого полусреднего, с дистанции около 10 метров забил гол. Гол был засчитан, однако игроки Кувейта начали спорить с судьей. После этого на поле вышел шейх Кувейта Фахад аль-Ахмед аль-Джабер ас-Сабах в сопровождении офицеров своей охраны и потребовал отменить гол, заявив, что в противном случае команда Кувейта покинет поле. Препирательства продолжались в течение 6 минут. В итоге Ступар отменил гол и возобновил игру. На 89-й минуте француз Максим Босси забил чистый четвёртый гол. 
После этого скандала Ступар на чемпионате был дисквалифицирован. Ступар уверял, что поступил правильно в той ситуации, поскольку его учили в СССР доводить матч до конца в любой ситуации и оставлять спорные моменты на разбирательство компетентным организациям (правила ФИФА позволяли арбитру прерывать матч в случае спорных ситуаций).
В 1991 году закончил карьеру арбитра и стал членом судейского комитета Федерации футбола Украины.
Профессор кафедры спортивных специализаций Прикарпатского университета имени Василя Стефаника.

## Достижения

### Индивидуальные
- 7 раз входил в число лучших судей сезона

### Награды
- Золотая медаль за работу на 100 матчах чемпионата СССР

## Семья
Женат, сын Владимир (1965 г. р.).